# Maison européenne de la photographie

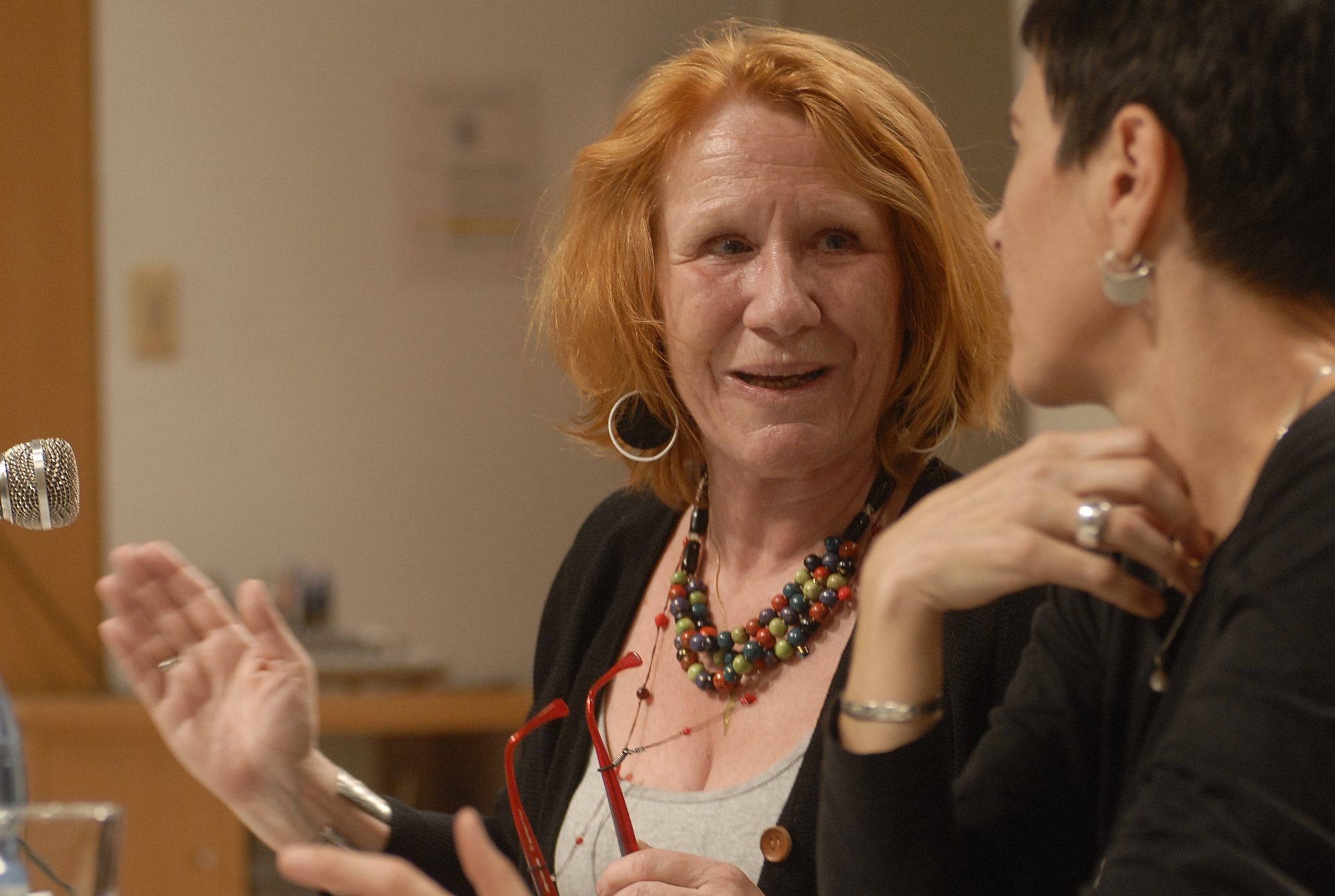
Irène Attinger, ředitelka Evropského domu fotografie

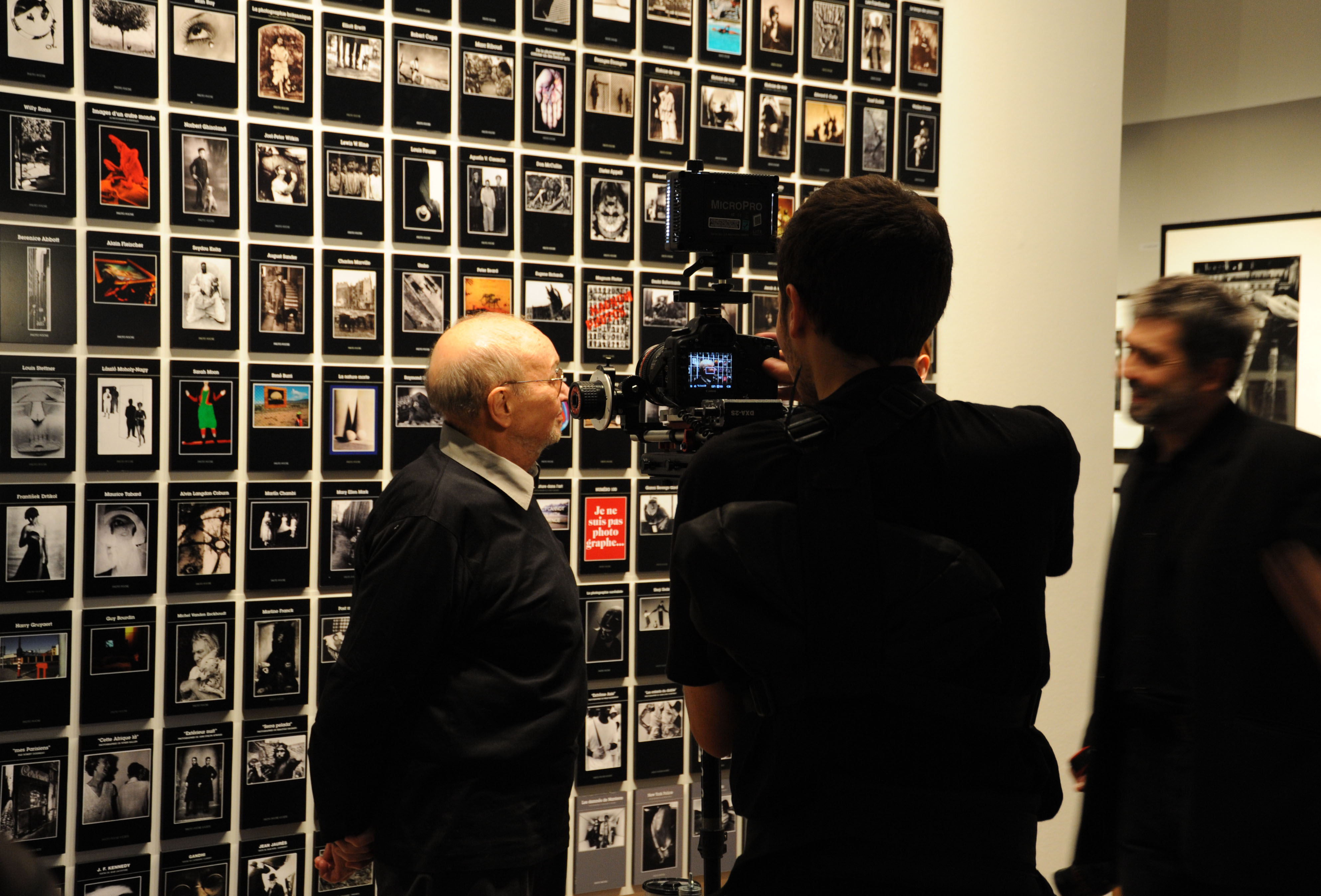
Retrospektiva Roberta Delpireho v Evropském domě fotografie

Maison européenne de la photographie (česky Evropský dům fotografie) je galerie v Paříži, která se věnuje fotografii.

## Historie
Galerie byla otevřena v únoru 1996 v ulici Rue de Fourcy č. 5 ve 4. obvodu, v měšťanském paláci Hôtel Hénault de Cantorbe z počátku 18. století, který je od roku 1943 v majetku města Paříže. K paláci bylo přistavěno moderní křídlo. Vedle výstavních sálů se zde nachází knihovna, posluchárna a videotéka. Galerie je financována městem Paříží. Muzejní sbírka je věnovaná současnému umění, fotografii (klasické i digitální) a video umění. Odborná knihovna obsahuje 22 000 knih o fotografii (technice a umělcích).

## Sídlo
Instituce sídlí v městském paláci Hôtel Hénault de Cantorbe. V roce 1702 a 1704 koupil královský pokladník François-Alphonse Hénault de Cantobre dva sousedící domy a do roku 1707 je nechal přestavět na palác, který nese jeho jméno. V roce 1943 koupilo palác město Paříž a od roku 1996 zde sídlí galerie fotografického umění.

## Vybrané výstavy
- 1998: Shirin Neshat, Women of Allah
- 1998: Robert Frank, Les Américains
- 1998: Polaroid 50, art et technologie
- 1999: Orlan, Self-hybridations
- 1999: Helmut Newton a Alice Springs, Us and them
- 1999: David Hockney, Photographies, 1968-1997
- 2000: Irving Penn, A retrospective
- 2000: Bettina Rheims et Serge Bramly, I.N.R.I.
- 2001: Don McCullin, Photographies 1961-2001
- 2001: Raymond Depardon, Détours
- 2002: Josef Sudek, Prague panoramique
- 2003: Alain Fleischer, La vitesse d'évasion
- 2004: René Burri, Photographies
- 2005: Martin Parr, 1971-2001
- 2005: Andy Warhol, Red Books
- 2005: Dmitri Baltermants, Rétrospective
- 2006: Bernard Faucon, Rétrospective 1976-1985
- 2006: Johan van der Keuken, Photographie et cinéma
- 2007: Larry Clark, Tulsa, 1963-1971
- 2007: Alessandro Bertolotti, Livres de nus, une anthologie
- 2008: Édouard Boubat, Révélation
- 2008: Shōji Ueda, Une ligne subtile
- 2008: Annie Leibovitzová, A Photographer's Life, 1990-2005
- 2008: Sabine Weissová,  Rétrospective
- 2009: Claude Lévêque, Le Crépuscule du Jaguar
- 2009: Henri Cartier-Bresson, À vue d’œil
- 2010: Philippe Perrin, Haut et court [1]
- 2010: Elliott Erwitt, Personal Best
- 2010: Robert Delpire, Delpire & Cie
- 2011: William Klein, Rome + Klein
- 2011: Jane Evelyn Atwoodová, Photographies 1976-2010
- 2012: Dominique Issermann, Lætitia Casta[2]
- 2012: La Photographie en France, 1950-2000
- 2013: Joel Meyerowitz, Une rétrospective
- 2015: Harry Gruyaert, Rétrospective
- 2016: Christine Spengler, L'Opéra du monde
- 2017: Photographie japonaise 1950-2000 (donation Dai Nippon Printing de 540 photographies et 1300 livres illustrés depuis 1992)[3]
- 2017-2018: Rétrospective Nino Migliori
- 2019: Ren Hang, Love[4][5].
- 2020: Erwin Wrum, Rétrospective[6]
- 2021: Morijama - Tómacu; Tokyo
- 2022: Samuel Fosso, rétrospective, od 10. listopadu 2021 do 13. března 2022[7]
- 2023: Zanele Muholi, Rétrospective

## Sbírky
- Jaroslav Beneš